# Carlos Casas
Carlos Casas (Barcellona, 1974) è un regista cinematografico spagnolo.
Celebre prevalentemente per il suo lavoro nel cinema documentario per la rivista Colors, si occupa anche di arti visive e installazioni sonore.

## Biografia
Dopo aver effettuato studi di arte, cinema e design, ottiene nel 1998 una residenza d'artista a Fabrica, centro di ricerca e comunicazione di Benetton. Nel 2000 realizza il cortometraggio sperimentale Afterwords insieme a Jean Sebastien Lallemand e con la collaborazione del noto regista italo-americano Gianfranco Rosi, prodotto da Marco Müller all'interno del contesto di Fabrica Cinema. Il cortometraggio è selezionato alla Mostra del Cinema di Venezia, International Film Festival Rotterdam e Reencontres du Cinema a Parigi 2001. Nel 2001 intraprende una collaborazione diretta con la rivista Colors Magazine, per la quale realizza una serie di documentari. Il suo lavoro più celebre è la trilogia END, una serie di documentari legati agli ambienti più estremi al mondo, ambientata sul lago d'Aral (Aral. Fishing in an Invisible Sea, 2004), la Patagonia (Solitudine alla fine del mondo, 2005), e la Siberia (Hunters Since the Beginning of Time, 2008). Questa trilogia, sempre tenendo fede al principio base di Fabrica e del magazine Colors, ovvero di parlare del “resto del mondo”, si pone lo scopo di mostrare, attraverso la moderna tecnologia, paesaggi e luoghi che, a causa della lontananza dalle civiltà moderne, l´asprezza del terreno e le difficili condizioni di vita, si pongono come una vera e propria sfida per l´umanità.

## Filmografia
- Cemetery (2019)
- Hunters Since the Beginning of Time (2008)
- Solitudine alla fine del mondo (2005)
- Aral. Fishing in an Invisible Sea (2004)
- Rocinha. Ritratto di una Favela (2003)
- Afterwords (2000)[5]

## Premi
- Premio Marsiglia Esperance FIDMarseille 2019 (FID Marseille Festival International du Film) per Cimitero
- Premio Miglior Documentario FICCO 2007 (Mexico International Film Festival) per Hunters dall'inizio dei tempi
- Premio Speciale della Giuria BAFICI 2006 (Festival Internazionale del Cinema Indipendente di Buenos Aires) per La solitudine alla fine del mondo
- Premio Miglior Documentario Torino Film Festival 2004 per Aral. Pescare in un mare invisibile